# 1891—1892年俄國饑荒

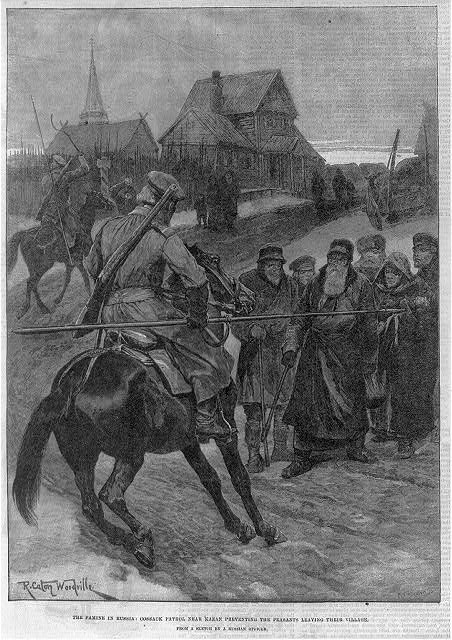
“喀山附近的哥萨克巡逻队阻止农民离开他们的村庄”，由R. Caton Woodville繪，于1892年在《伦敦新闻画报》刊出

1891—1892年俄國飢荒（俄語：Голод в России 1891—1892 годов），也被称为沙皇饥荒或黑土饥荒，始于伏尔加河沿岸，蔓延至乌拉尔山脉和黑海沿岸地區。饥荒期间流行病同時肆虐，共有37.5万至40万人死于饥饿和疾病，其中主要死于疾病。此次的饑荒讓俄国马克思主义和民粹主義重新崛起，常常被归结为民众对沙皇政府处理灾难不力的愤怒。

## 天气
1891年冬天，气温降至-31°C （-24°F），但降雪很少，幼苗完全没有受到霜冻的保护。当伏尔加河泛滥时，缺乏火灾导致水结冰，导致更多的幼苗和用于喂养马匹的饲料死亡。奥伦堡市已经 100 多天没有下雨了。森林、马匹、庄稼和农民都开始死亡，到1892 年底，大约有 375,000至400,000人死亡，其中大部分死于饥荒引发的霍乱流行。

## 救灾工作
1891年11月17日，政府要求人民成立自愿的反饥荒组织。最著名的志愿者列夫·托尔斯泰批评沙皇和俄罗斯东正教对饥荒的处理。结果，东正教将托尔斯泰逐出教会，并禁止公民接受他的救济组织的帮助。未来的沙皇尼古拉二世领导救济委员会，三个月后成为财政委员会成员，沙皇和沙皇分别筹集了5和1200万卢布。

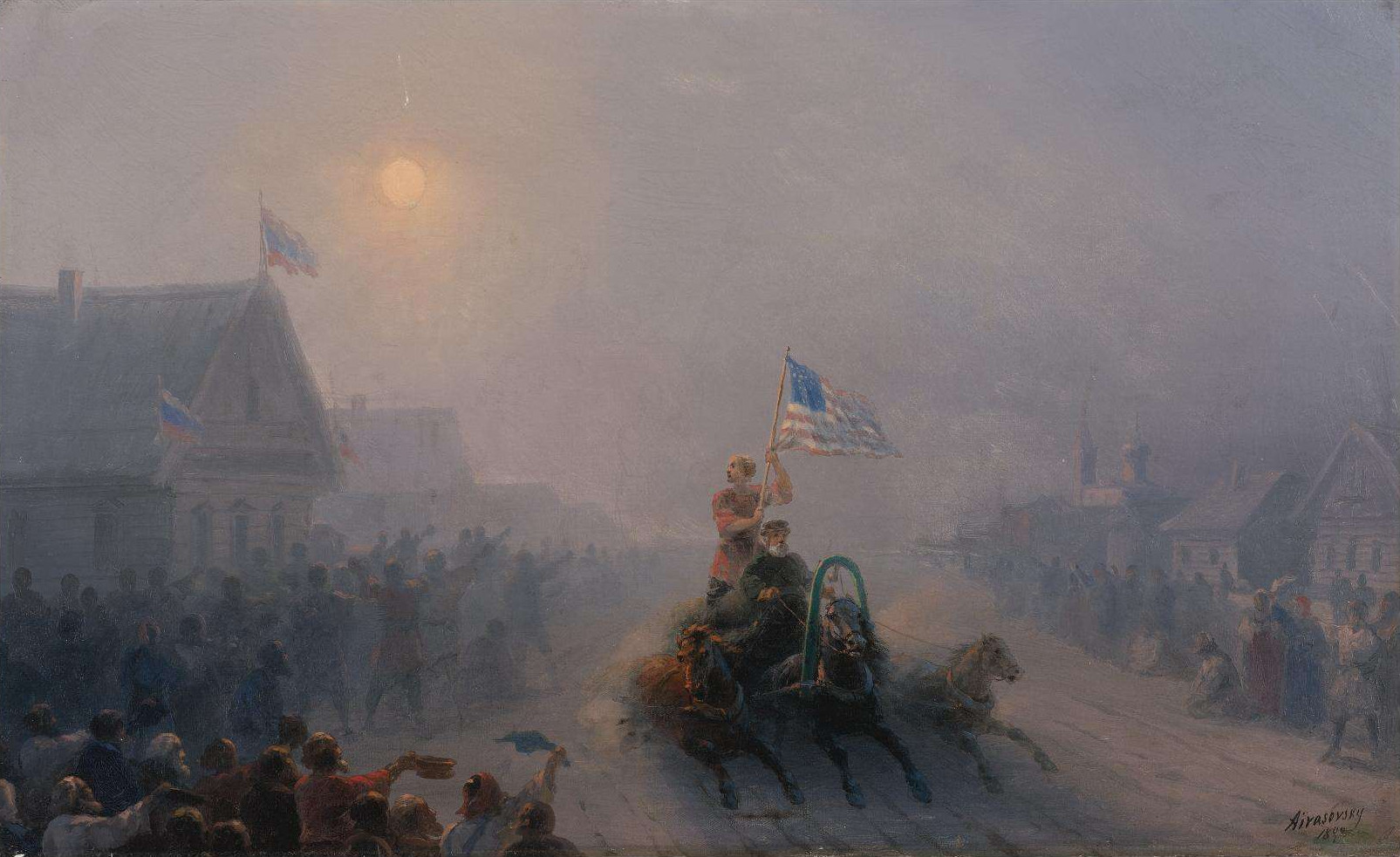
在1892 年，伊万·艾瓦佐夫斯基：《食品分配》

美国成立了由约翰·霍伊特领导的美国俄罗斯饥荒救济委员会，并由印第安纳号、密苏里号、博罗迪纳号、利奥号、托莱多号和康尼莫号六艘轮船组成的“饥荒舰队”，将农产品运往俄罗斯，第一艘船印第安纳号于 1892 年 3 月 16 日抵达利耶帕亚，载有 1,900 吨食物。第二艘船密苏里号于 1892 年 4 月 4 日停靠利耶帕亚，又运送了 2,500 吨谷物和玉米粉。另一艘载有人道主义援助物资的船只于 5 月抵达里加，随后于 6 月和 7 月又有船只抵达。从 2 月下旬到 7 月中旬，救援船驶向俄罗斯，船上平均载有约 2,000 吨食品，主要是小麦和玉米粉以及谷物。据估计，美国在 1891 年至 1892 年期间提供的人道主义援助总成本约为 100 万美元（相当于2023 年的3000万美元）。